# 哈达山镇
社里乡，是中华人民共和国吉林省松原市宁江区下辖的一个乡镇级行政单位。

## 行政区划
社里乡下辖以下地区：
社里村、新山村、赵家村、永兴村、奋斗村、东北村、丛家村、富康村、跃进村、单家村、富达村、大岗子村、永安村、常保村、前官村、一部落村和冬勒赫村。